# Meganeura

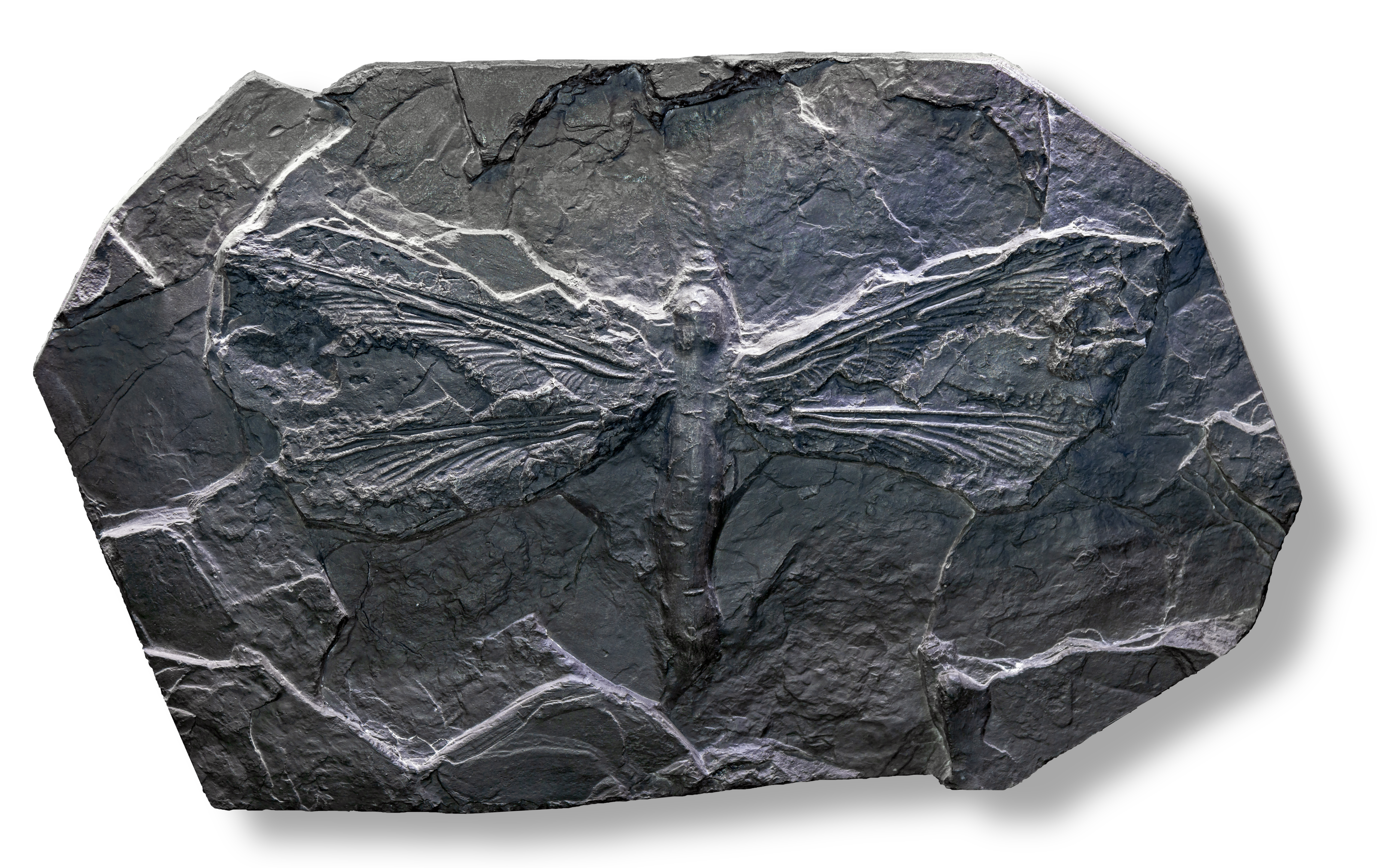
Fósil de Meganeura.

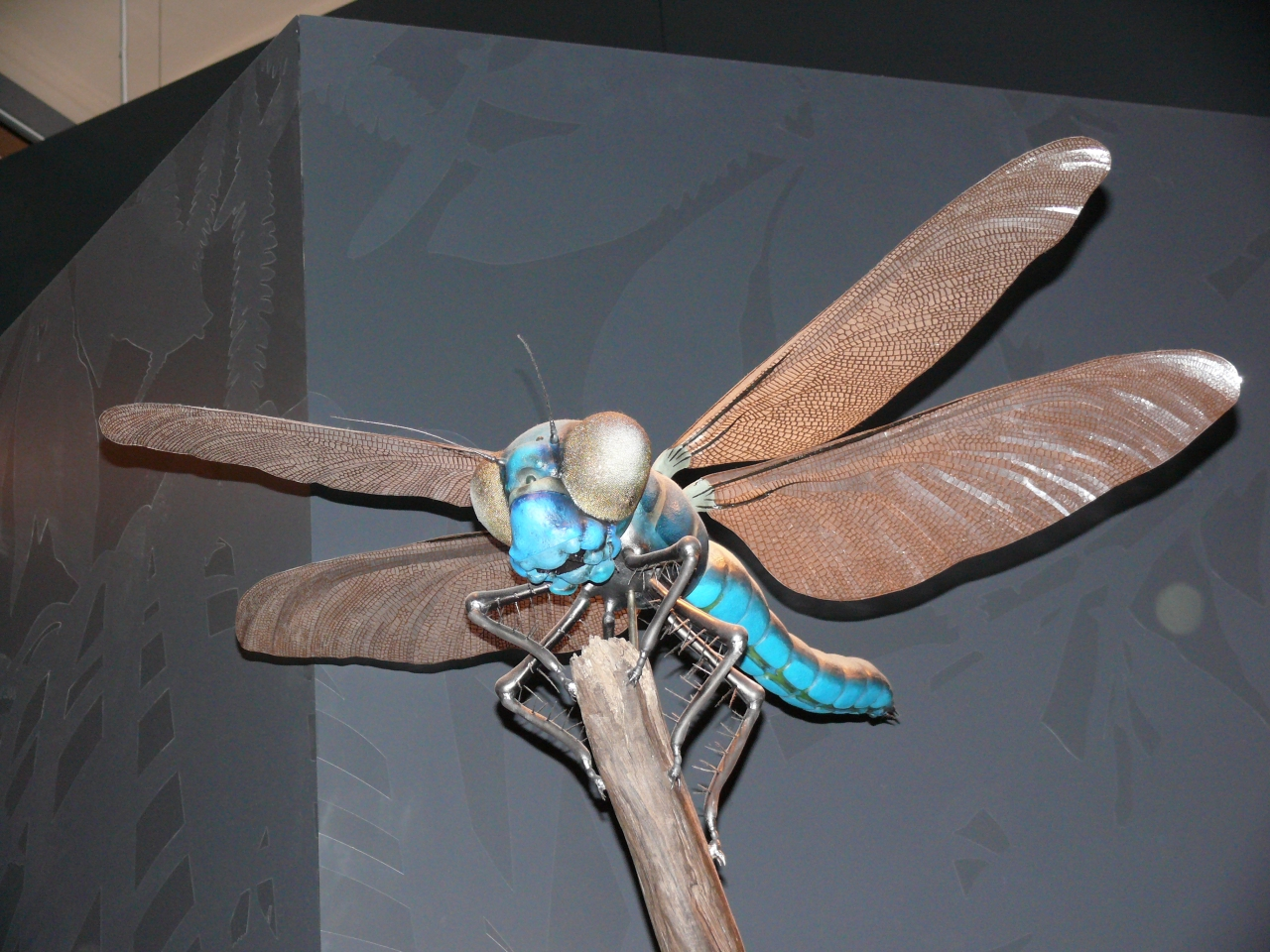
Modelo de Meganeura en el Museo de Historia Natural de Berlín.

Meganeura (griego «grandes nervios (o venas)», en referencia a la red de venas o nervaduras de sus alas) es un género extinto de insectos protodonatos de la familia Meganeuridae. Entre sus especies se encuentra Meganeura monyi, un insecto emparentado con las libélulas actuales, que vivió en el período Carbonífero (hace 300 Ma). Con una envergadura de alas de más de 70 cm, constituye la especie más grande conocida de insectos que haya existido sobre la Tierra. La especie del Pérmico Meganeuropsis permiana es también de gran tamaño. Eran insectos depredadores que se alimentaban de otros insectos e incluso de pequeños anfibios.
Sus fósiles se descubrieron en los estratos de la edad Estefaniense de Commentry, en Francia, en 1880; en 1885, el paleontólogo francés Charles Brongniart describió el fósil y le dio nombre. Otro buen espécimen fósil se encontró en Bolsover, Derbyshire, en 1979. El holotipo se aloja en el Museo de Historia Natural de Paris.
M. americana, descubierta en Oklahoma en 1940, es una especie representada por la mayor ala de insecto jamás encontrada; se conserva en el Museo de Historia Natural de Harvard.

## El tamaño de los insectos carboníferos
Existe cierta controversia acerca de cómo los insectos del período Carbonífero pudieron alcanzar proporciones tan descomunales. La forma en que el oxígeno se difunde por el cuerpo del insecto a través de su sistema respiratorio traqueal fija un límite superior al tamaño corporal, el cual parecen haber sobrepasado los insectos prehistóricos. Se propuso originalmente (Harlé y Harlé, 1911) que Meganeura era capaz de volar ya que la atmósfera en aquella época contenía una proporción de oxígeno mayor que la actual del 21%. Esta hipótesis fue descartada por otros científicos, pero ha encontrado aprobación más recientemente tras posteriores estudios sobre la relación entre el gigantismo y la disponibilidad de oxígeno. Si esta teoría es correcta, estos insectos gigantes habrían sido vulnerables a la disminución de los niveles de oxígeno y ciertamente no podrían sobrevivir en la atmósfera actual.
Sin embargo, investigaciones más recientes indican que los insectos realmente respiran, con «rápidos ciclos de compresión y expansión traqueal». Si esto es cierto, entonces no hay necesidad de postular la presencia de una atmósfera con una alta presión parcial de oxígeno.
Otra explicación es la ausencia de depredadores. Se sabe que las aves aumentaron en variedad y cantidad coincidiendo con la reducción del tamaño de los grandes insectos voladores.

## Cultura popular
- Meganeura aparece brevemente en la serie de la BBC Caminando con Monstruos, donde le arrebata un pequeño reptil a una araña gigante.[6]
- Meganeura también aparece en la serie de la ITV Prehistoric Park, donde vive en una gran cúpula de vidrio junto a un Arthropleura y un Pulmonoscorpius.

## Otros usos
Meganeura es una revista científica sobre insectos fósiles.